# Femme Fatale (álbum)
Femme Fatale é o sétimo álbum de estúdio da cantora estadunidense Britney Spears. Foi lançado em 25 de março de 2011, através da Jive Records, sendo seu último álbum com a gravadora antes dela fechar no final daquele ano, quando passou a integrar a RCA Records. Musicalmente, Spears queria fazer um "álbum de som fresco" e "dance feroz", incorporando assim os estilos dance-pop, electropop, EDM e synth-pop com elementos de dubstep, techno e electro em seu som. Spears começou a trabalhar no álbum durante a segunda etapa de sua turnê The Circus Starring Britney Spears (2009), ao mesmo tempo que contribuiu para sua segunda coletânea de grandes sucessos, The Singles Collection (2009). Spears colaborou com vários produtores, incluindo Max Martin, Dr. Luke, Fraser T Smith, Rodney Jerkins, Bloodshy, will.i.am, Stargate e Travis Barker.
Após seu lançamento, o álbum recebeu avaliações geralmente positivos dos críticos musicais, os quais elogiaram sua produção e estilo dance-pop. O álbum estreou no topo das tabelas da Austrália, Brasil, Canadá, Coreia do Sul, Estados Unidos, México e Rússia, bem como alcançou o top dez em 24 países. Recebeu o certificado de platina pela Recording Industry Association of America (RIAA) e, em fevereiro de 2014, já havia vendido mais de 2.4 milhões de cópias mundialmente.
Femme Fatale tornou-se a era mais bem sucedida de Spears nas tabelas estadunidenses, sendo seu primeiro álbum a gerar três singles que alcançaram o top dez da Billboard Hot 100, com "Hold It Against Me", "Till the World Ends" e "I Wanna Go" conquistando os números um, três e sete, respectivamente. O quarto e último single, "Criminal", alcançou a primeira posição no Brasil e o top 20 em cinco países. Um ressurgimento de popularidade para "Criminal" ocorreu quando viralizou no TikTok em 2020, tornando-se uma das canções mais reproduzidas cantora e seu quarto videoclipe mais curtido no Youtube.
Spears promoveu o álbum através de performances na televisão, embarcando na turnê mundial Femme Fatale Tour, e lançando colaborações em remixes com Kesha, Nicki Minaj e Rihanna.

## Antecedentes e desenvolvimento

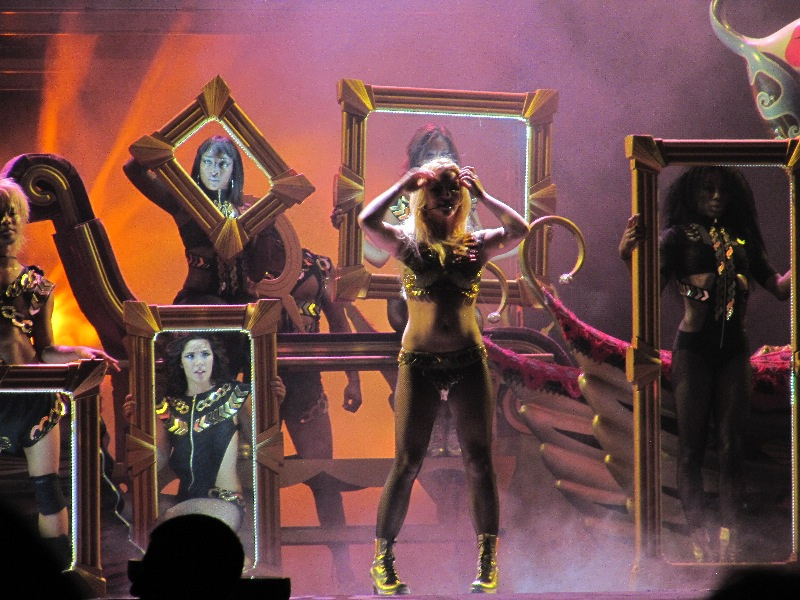
Spears apresentando "(Drop Dead) Beautiful" durante a turnê Femme Fatale Tour (2011).

Em junho de 2010, durante uma entrevista concedida à revista Rap-Up, Danja comentou que estava trabalhando com Spears na pré-produção de Femme Fatale. Darkchild, que também estaria trabalhando com ela, disse em uma sessão feita na Ustream em agosto de 2010 que "os fãs de Britney ficarão felizes nas próximas semanas", dando a entender o lançamento de novas canções. Entretanto, isto foi negado por Adam Leber, empresário de Spears, afirmando: "Não há notícias sobre as novas músicas [de Spears] agora. (...) Gostaria que as pessoas não enganassem vocês com informações erradas. Os caras que estão trabalhando no próximo álbum de Britney não estão falando sobre isso (...)". Leber também falou com a revista Entertainment Weekly, comentando que o novo som da intérprete seria "progressivo" e um "afastamento do que vocês estão acostumados a ouvir". Em novembro de 2010, o produtor Dr. Luke anunciou que estaria a cargo da produção executiva de Femme Fatale, juntamente com Max Martin. Em uma entrevista à publicação musical Rolling Stone, Spears disse que estava trabalhando com Luke na produção de Blackout (2007), afirmando que "ele estava incrível naquela época, e só está melhorando ao longo dos anos". Ela também falou sobre Martin, adicionando: "Ele esteva lá desde o início [da minha carreira] para que haja um grande nível de confiança. (...) Eu não posso me sentir mais confortável com ninguém, colaborando com [ele] no estúdio". Em 2 de dezembro seguinte, dia de seu 29º aniversário, a cantora agradeceu seus fãs com seus desejos de aniversário, anunciando o lançamento do álbum: "Eu estou quase pronta com o meu próximo álbum, que sairá em março. Eu estou apaixonada por ele!". Após a revelação da capa e do título do disco em 2 de fevereiro de 2011, Spears falou sobre Femme Fatale durante uma entrevista ao Digital Spy:
| “ | Eu entreguei meu coração e minha alma neste álbum nos últimos dois anos. Nele, eu coloquei tudo que tenho. Este álbum é para vocês, meus fãs, que sempre me apoiaram e que ficaram torcendo por mim a cada passo do [meu] caminho! Eu amo todos vocês! Sensual e forte. Perigoso e ainda misterioso. Legal, mas confiante! [Assim será] Femme Fatale. | ” |

Em 2 de fevereiro de 2011, Spears revelou o título do álbum através de sua conta no Twitter, divulgando também a capa do disco. Após o anúncio, o título do projeto tornou-se um dos assuntos mais comentados na rede social, tornando-se o assunto com a décima maior duração na página, bem como a primeira tendência relacionada à música a listar-se entre os dez tópicos mais comentados. Com isto, Spears comentou no Twitter: "Não posso acreditar que Femme Fatale foi assunto durante seis dias. Pessoal, vocês são a minha motivação de todos os dias. Amo todos vocês!". Femme Fatale foi lançado em 25 de março de 2011 primeiramente em uma edição padrão com um pacote simples, bem como em uma edição deluxe com um pacote expandido, bem como novas páginas incluídas em seu encarte e quatro faixas bônus. Uma edição de fã também foi lançada, um livro de fotos limitado com 32 páginas, o CD da edição deluxe com uma capa exclusiva e um disco de vinil incluindo "Hold It Against Me" e a edição digital do álbum.

## Gravação
"[Eu descobri] seu amor pela música. Eu nunca vi ninguém, tipo, ganhando vida, cheia de emoção e rindo e rindo por trás do microfone. Ela estava como uma criança quando estava gravando a canção e isso só traz toda a atmosfera e muda toda a atmosfera quando alguém realmente ama música. Então, foi ótimo trabalhar com ela".

Em julho de 2009, Spears revelou que estava gravando novos materiais com Max Martin, colaborador de longa data da cantora; o material formou o que tornou-se seu sétimo álbum de estúdio, e foi concluído em dois anos. Spears declarou o seu desejo de fazer "um som refrescante [para o disco]. (...) Para as boates ou algo que você toca em seu carro quando você está saindo na noite em que você fica animado, mas eu queria que soasse diferente de todas as coisas de hoje em dia". Spears também afirmou que queria ter certeza de que Femme Fatale fosse diferente de Circus (2008), e que o álbum parecia "muito conectado do início ao fim". Depois que "Hold It Against Me" foi composta, Luke e Martin queriam entregar a faixa para Katy Perry, mas depois decidiram que "definitivamente não era um registro de Katy Perry". Eles continuaram trabalhando na canção com Billboard, e Luke comentou que antes de dar a música para Spears, "queria ter certeza de que não soasse como tudo o que havia feito anteriormente". Darkchild declarou que ao trabalhar com ele, Spears estava muito "ligada" e "tinha diversas ideias para mim". Mais tarde, ele comentou que havia produzido duas músicas para o álbum, com uma delas sendo produzida juntamente com Travis Barker. Darkchild acrescentou que a música "[tem] esse sentimento rock que está fora da caixa, fora do meu normal, e eu acho que é fora de sua norma também".

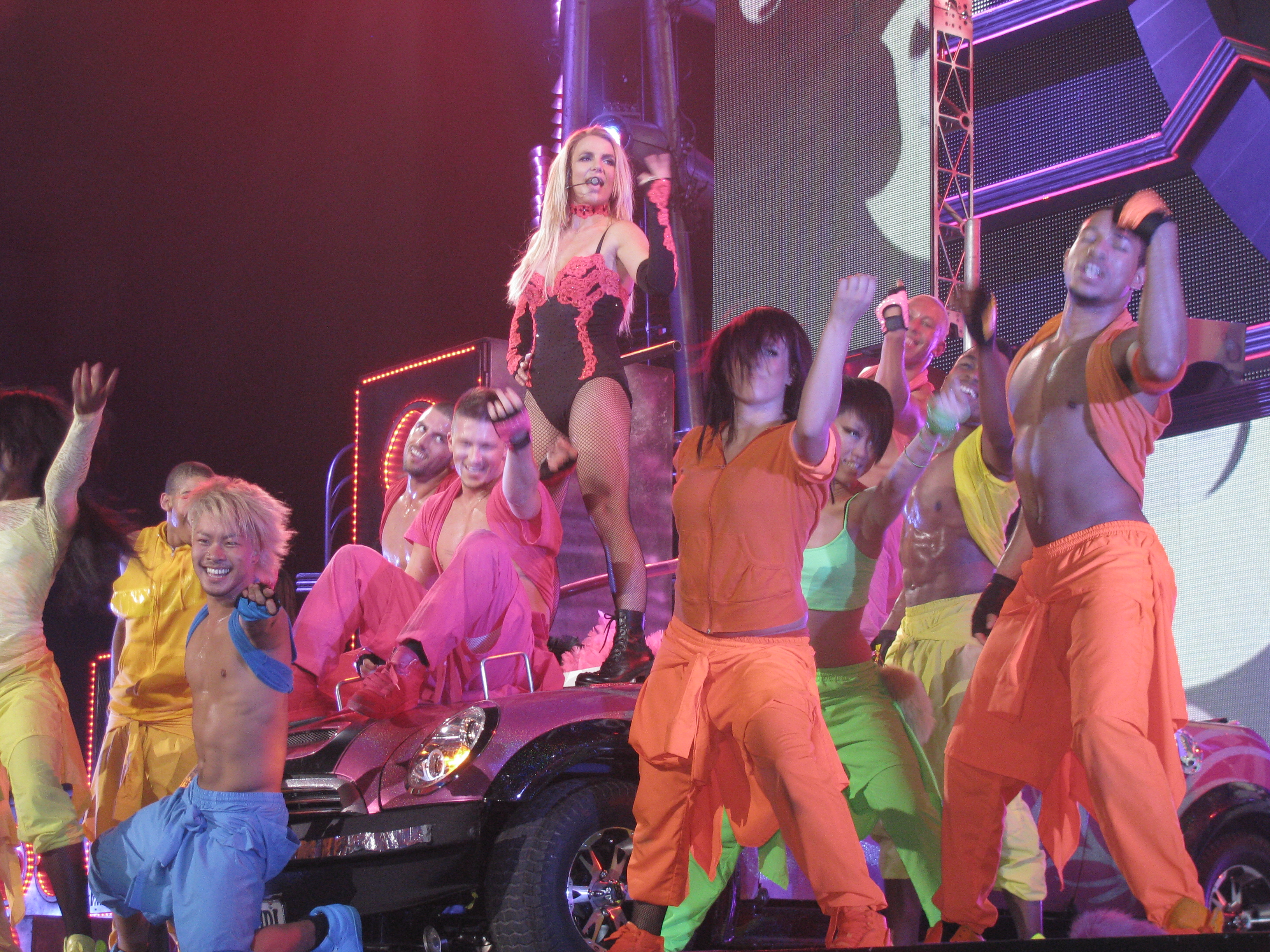
Spears apresentando "How I Roll" durante a turnê Femme Fatale Tour (2011)

Em fevereiro de 2011, Luke revelou que havia uma lista de faixas final "coesa" que ainda não havia sido escolhida. No mesmo mês, Spears colaborou com will.i.am, que descreveu a parceira como "algo que é necessário nos dias de hoje". Mais tarde, a cantora revelou que era uma grande fã dos The Black Eyed Peas — cujo grupo will.i.am é o vocalista principal —, e que gostaria de trabalhar com will.i.am no futuro. Ela também disse que descobriu a cantora Sabi através da recomendação de um amigo e que sempre queria apresentar um artista novo em seus álbuns, uma vez que ambas gravaram "(Drop Dead) Beautiful". O produtor britânico Fraser T Smith trabalhou com Spears em três faixas do disco e prezou a ética de trabalho da artista, comentando: "Ela fez café para todos nós no estúdio, sua voz era forte e ela sempre estava focada em sua música. Eu nunca poderia esperar por outra experiência. Eu apenas espero que as faixas [que eu produzi] estejam no álbum". Heather Bright, um dos compositores do álbum, disse que "Trouble for Me" foi uma das primeiras canções gravadas por Spears para Femme Fatale. William Orbit revelou que havia composto uma canção com Klas Åhlud, mas que foi omitida do projeto. Orbit afirmou que ficou descontente, comentando que foi "a coisa de Britney. Olhe, eu fui a um acampamento de composição em Teresa. Foi uma época adorável. As palavras saíram. Hipóteses foram feitas. Dr. Luke é o produtor executivo e ele tranca cadeados para quem ele quiser. E você me pergunta: o que Britney tem a ver com isso tudo? Eu também não sei. Fiz uma canção com Klas Åhlud, que também compôs 'Piece of Me'. E isso mata. Porém, não [em Femme Fatale]. Mas uma boa canção é uma boa canção independentemente [do que for]".

## Estrutura musical
"Till the World Ends", faixa de abertura do álbum, é descrita como um híbrido de dance-pop e electropop, com inspiração eletrônica, batidas electro, e elementos do dubstep e eurodance, com uma introdução apresentada com barulhos de sirenes e linhas de baixo consideradas "escaldantes". Com resenhas positivas da mídia especializada, alguns críticos descrevem a canção como "uma faixa dance cativante" e a chamando de "um hino apocalíptico", na qual a interprete canta sobre dançar até o fim do mundo. A próxima canção, "Hold It Against Me", possui uma sonoridade dance-pop com influências do trance, dubstep e música industrial, que incorpora elementos do grime e seu último refrão com uma melodia da música rave. Em termos líricos, a artista canta sobre seduzir seu pretendente na pista de dança. A terceira canção, "Inside Out", é uma obra electropop de andamento mediano que incorpora elementos do dubstep e R&B, com críticos comparando sua sonoridade aos seus álbum In the Zone (2003) e Circus (2008), além dos trabalhos das cantoras americanas Janet Jackson e Madonna. Segue-se com "I Wanna Go", um tema dance-pop que contém influência do techno e Hi-NRG, contendo sons de assobios e vocais gagos, nas quais a cantora canta sobre a perda de inibições.
"How I Roll" é uma obra pop, dubstep e trance e foi descrita como uma "canção pop divertida", onde foi comparada pelos críticos com a "Strawberry Bounce", canção de Janet Jackson. O sexto número, "(Drop Dead) Beautiful", conta com a participação da cantora compatriota Sabi, cujas letras abordam a sexualidade, embalados por uma sonoridade dance-pop e hip hop, enquanto "Seal It With a Kiss" tem elementos de new wave e electropop. A oitava canção, "Big Fat Bass", tem a participação do rapper e produtor musical Will.i.am é uma canção de house, com batidas de trance e dubstep. "Trouble for Me", a nona música do álbum, apresenta um pré-refrão repleto de sintetizadores e uso de vocoder. A décima pista, "Trip to Your Heart", foi comparado com os gêneros dos anos 1980 e 1990, contendo tendências da música disco e EDM, enquanto "Gasoline" é uma faixa estilo funk e R&B, onde a cantora profere sobre o quanto seu pretendente a deixa "queimando", fazendo uma metáfora com chamas provocadas por gasolina ao sexo. A canção também já foi utilizada em um dos comerciais da fragrância Fantasy da própria artista. "Criminal", a última faixa da edição padrão do álbum, é uma música midtempo movida a guitarra, que incorpora uma melodia de flauta no estilo folk e soft rock. Na canção, Britney canta sobre se apaixonar perdidamente por um criminoso, onde ela profere nas linhas "Ele é um traficante / Ele não é bom de todo / Ele é um perdedor, ele é um vagabundo, vagabundo, vagabundo, vagabundo" e "Ele é um garoto mau com um coração contaminado / E até eu sei que isso não é inteligente"; já no refrão ela canta "Mas mamãe, eu estou apaixonada por um criminoso" e "Mamãe, por favor, não chore, eu ficarei bem / Apesar de tudo, eu apenas não posso negar / Eu amo esse cara".

## Divulgação

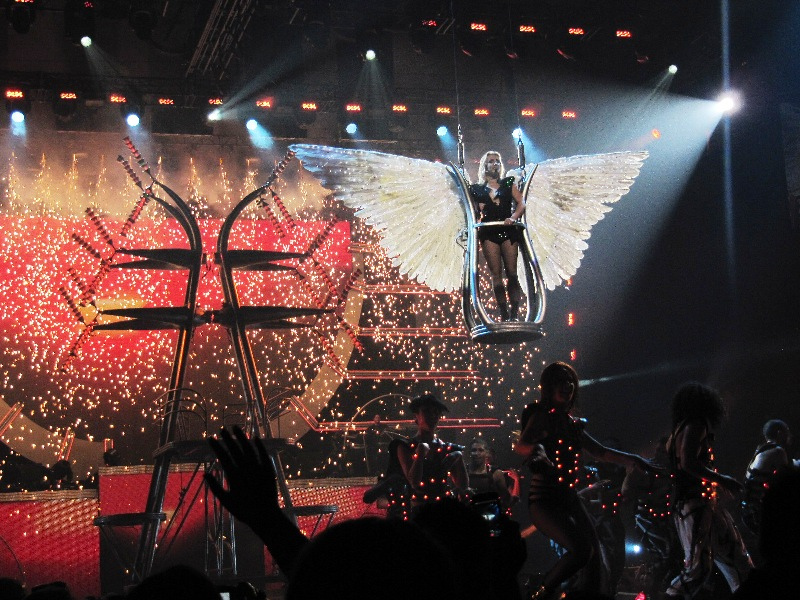
A cantora apresentando "Till the World Ends" durante a turnê Femme Fatale Tour (2011)

Em 25 de março de 2011, dia do lançamento de Femme Fatale, Spears realizou uma apresentação no Rain Nightclub, situado no Palms Casino Resort, que incluiu "Hold It Against Me", "Till the World Ends" e "Big Fat Bass". A performance foi incluída em um especial transmitido em 4 de abril seguinte na MTV, intitulado I Am the Femme Fatale. Em uma entrevista à MTV, o gerente de Spears Larry Rudolph explicou a decisão de escolher o Palms Casino Resort para o espetáculo, dizendo: "Nós escolhemos o Palms porque Britney tem muita história por lá. Nós nos apresentamos aqui com o álbum Britney, e fizemos uma coisa semelhante. Nós estamos fazendo isso após oito anos e estamos fazendo isso pelos fãs". Rudolph também explicou que o principal objetivo da cantora era entreter seus fãs durante a era Femme Fatale, acrescentando: "Eu quero que eles saibam — quando assistirem ao especial — que Britney está de volta e melhor do nunca, não o que ela já foi em outros lugares. Mas ela está de volta, e está melhor do que nunca". A exibição original do especial nos Estados Unidos foi assistido por 0.665 milhões de espectadores, recebendo uma classificação Nielsen de 0.31/1 na demografia de adultos entre 18 e 49 anos.
Dois dias após este concerto, Spears apresentou o mesmo repertório de músicas Bill Graham Civic Auditorium a um público de 5 mil pessoas durante um episódio do Good Morning America que foi transmitido em 29 de março. A cantora também interpretou as mesmas canções e participou de duas esquetes do programa de entrevistas Jimmy Kimmel Live! também transmitido em 29 de março, e fez uma aparição especial na edição de 2011 da premiação infantil Kids' Choice Awards. Ela também fez diversas apresentações especiais no programa televisivo The Ellen DeGeneres Show durante a semana de lançamento do álbum. Em abril de 2011, ela participou do remix da canção "S&M", da cantora barbadense Rihanna, após ser a mais votada em uma enquete feita por Rihanna em seu Twitter, questionando quem deveria participar do remix da faixa. Esta versão atingiu a liderança da Billboard Hot 100, marcando a décima canção de Rihanna e a quinta de Spears a conquistar tal feito. Em 14 de maio de 2011, ela serviu como uma apresentadora convidada na edição de 2011 da série de concertos Wango Tango, juntamente com o radialista Ryan Seacrest. A artista também apareceu durante os Billboard Music Awards, onde apresentou "S&M" ao lado de Rihanna e uma curta versão de "Till the World Ends" com Nicki Minaj. Em 3 de agosto de 2011, a ABC Family anunciou que "(Drop Dead) Beatiful" estaria disponível para download digital grátis durante três dias na página oficial da emissora até a estreia da série Teen Spirit, que ocorreu em 5 de agosto de 2011. "Trouble for Me" foi apresentada na página oficial da Sony BMG Music Entertainment. Em novembro de 2012, "Gasoline" foi usada no comercial da fragrância de Spears Fantasy Twist.

### Femme Fatale Tour
Em 16 de junho de 2011, Spears iniciou sua oitava turnê Femme Fatale Tour, feita em suporte a Femme Fatale. Previamente anunciada em março de 2011, incluiu 45 datas na América do Norte, 26 na Europa, uma na Ásia e 7 na América do Sul. Neste último continente, foi a primeira visita de Spears em mais de dez anos após a sua apresentação no Rock in Rio durante a turnê Oops!... I Did It Again World Tour (2001), que ocorreu em janeiro de 2011. Em uma entrevista concedida a Seacrest em seu programa radiofônico On Air with Ryan Seacreast no dia 4 de março de 2011, Spears declarou que iria visitar os Estados Unidos no "início do verão" em apoio de Femme Fatale. Em 29 de março de 2011, após suas performances no Good Morning America, ela anunciou uma turnê conjunta com Enrique Iglesias a partir de junho de 2011. Horas após o anúncio, foi relatado pela Billboard que Iglesias não pôde participar da turnê, que foi consequentemente cancelada. Ray Wedell, da mesma publicação, especulou que a digressão foi cancelada devido ao Spears ter sido considerada pelos meios de comunicação de massa como a atração principal, enquanto Iglesias foi considerado o ato de abertura. As primeiras vinte e seis datas norte-americanas também foram anunciados em 29 de março de 2011. Os atos de abertura foram anunciados em 12 de abril de 2011. Spears declarou: "Esta é a turnê Femme Fatale e estou muito feliz de Nicki Minaj, Jessie and the Toy Boys e Nervo terem se juntado a mim e fazer com que todos dancem até o chão. Mal posso esperar para levar a Femme Fatale Tour para a estrada". Os ingressos foram primeiramente disponibilizados pela Ticketmaster e pela Live Nation em 30 de abril de 2011. Em março de 2011, Rudolph disse à MTV que a turnê teria uma "atmosfera pós-apocalíptica", comentando que "'Till the World Ends' se tornará um tema para nós". Ele também confirmou Jamie King como o diretor da excursão.

## Recepção

### Avaliação da crítica
Em termos gerais, Femme Fatale contou com uma boa recepção por parte dos críticos.
De maneira particular, o colunista da revista americana Rolling Stone, disse que o Femme Fatale poderia ser o melhor álbum de Britney, e também citou que esse certamente era o mais forte deles. Ele também citou que o seu conceito era simples, pois a gravação foi destinada a festas cheias de sexo e tristeza. Depois disso, concedeu ao Femme Fatale a quantidade máxima de estrelas que um álbum de Britney Spears já tinha recebido pela revista: quatro de cinco estrelas. Adam Markovitz do Entertainment Weekly  chamou de "uma balada sem fim, prontos de batidas de dança incansável e uma produção de elevada qualidade" e chamou os vocais da cantora como "um guia de confiança de corrupção a um lugar onde a nossa única preocupação é saber se os batimentos vão acabar antes do sol nascer. O site PopJustice disse em seu review sobre o álbum “Quem achou que o dubstep só seria explorado no break de Hold It Against Me, se enganou,o Dubstep esta presente no DNA deste álbum”. "...Batidas eletrônicas também fazem parte desse cd,o Pop tradicional que Spears fazia em seus outros álbuns praticamente foi extinto".
No entanto, Andy Gill, do The Independent deu ao álbum duas  de cinco estrelas e criticou a sua "dedicação sincera a utilidade na pista de dança", escrevendo que "permanece no modo stomp electro-para praticamente todo o seu curso, com apenas o menor das rítmicas variações ou diferenças em tons electrônicos, distinguir o trabalho de um produtor de uma outra pessoa".

### Comercial
Na Austrália o álbum debutou em um éxito de #1 em vendas no principal ranking semanal de álbuns do país, o Top 50 Albums de ARIA Charts, onde tournou-se o primeiro álbum Nº1 de Britney Spears na Austrália, depois de 12 anos de carreira. Seu éxito de vendas levou, na mesma semana do dubute no dito ranking, o certificado de ouro pela associação ARIA Charts, foram contabilizadas mais de 35 mil cópias vendidas na Austrália apenas na primeira semana do lançamento no país.Em Março de 2011 foram contabilizadas mais de 60 mil cópias.
Paralelamente no Reino Unido o maior mercado de música da Europa, Femme Fatale estreou na posição #8 no principal ranking semanal de vendas de álbuns do país, o UK Albums Chart onde se converteu no sétimo álbum Top 10 de Britney Spears no Reino Unido.Em 13 de Agosto foram contabilizadas mais de 300 mil cópias das 550 mil distribuídas no país,mas,em Setembro foram contabilizadas que todos os estoques nas lojas haviam se esgotado,logo após a ida da cantora na The Femme Fatale Tour .
Estados Unidos
Femme Fatale vendeu 278,6 mil cópias nos Estados Unidos apenas na primeira semana de lançamento, o álbum também alcançou a posição Nº 1, na Billboard Hot 200, tudo como foi previsto. Com isso Femme Fatale torna-se o sexto álbum de Britney a estrear no topo da parada. Na segunda semana o álbum vendeu nos Estados Unidos 75 mil cópias ficando em segundo lugar na Billboard 200 atrás apenas de 21 da cantora britânica Adele. Posteriormente na terceira semana o álbum vendeu 46 mil cópias no país, ficando assim na sexta posição da parada. Atualmente o álbum ocupa a quinta posição na Billboard 200, com 46 mil cópias vendidas. Assim o álbum vendeu 445.000 cópias vendidas nas quatro primeiras semanas nos Estados Unidos. Em Abril de 2011 já somavam 735,879 copias no Estados Unidos ,se tornando a decima segunda maior vendagem do ano e 1,940,000 no mundo todo.Em Agosto de 2011 somavam mais de 2,440,756 cópias no mundo todo e 1.210.596 nos Estados unidos .
Femme Fatale colocou Spears em um seleto grupo, tornando-se a terceira mulher com maior lançamentos no topo ao lado de Mariah Carey e Janet Jackson. Apenas Barbra Streisand (nove em 1º) e Madonna (Oito) tiveram mais lançamentos no topo.Em setembro de 2015 somavam mais de 3,200,000 cópias no mundo todo e 1.850.000 nos Estados unidos .

## Lista de faixas
| Femme Fatale – Edição padrão |                                             |                                                                                       |                                              |         |  |
| N.º                          | Título                                      | Compositor(es)                                                                        | Produtor(es)                                 | Duração |  |
| 1.                           | "Till the World Ends"                       | Lukasz Gottwald Alexander Kronlund Max Martin Kesha Sebert                            | Dr. Luke Martin Billboard Emily Wright [a]   | 3:58    |  |
| 2.                           | "Hold It Against Me"                        | Martin Gottwald Mathieu Jomphe Bonnie McKee                                           | Dr. Luke Martin Billboard [b]                | 3:48    |  |
| 3.                           | "Inside Out"                                | Gottwald Jacob Kasher Hindlin Jomphe Martin McKee                                     | Dr. Luke Martin Billboard Wright [a]         | 3:38    |  |
| 4.                           | "I Wanna Go"                                | Shellback Martin Savan Kotecha                                                        | Martin Shellback                             | 3:30    |  |
| 5.                           | "How I Roll"                                | Christian Karlsson Henrik Jonback Magnus Lidehäll Pontus Winnberg McKee Nicole Morier | Bloodshy Jonback Lidehall Wright [a]         | 3:36    |  |
| 6.                           | "(Drop Dead) Beautiful" (com part. de Sabi) | Jeremy Coleman Joshua Coleman Ester Dean Jomphe Benjamin                              | Benny Blanco Ammo JMike Billboard Wright [a] | 3:36    |  |
| 7.                           | "Seal It with a Kiss"                       | Gottwald Martin McKee Henry Walter                                                    | Dr. Luke Martin Cirkut Wright [a]            | 3:26    |  |
| 8.                           | "Big Fat Bass" (com part. de will.i.am)     | William Adams                                                                         | will.i.am                                    | 4:45    |  |
| 9.                           | "Trouble for Me"                            | Fraser T Smith Heather Bright Olivia Waithe                                           | Smith                                        | 3:20    |  |
| 10.                          | "Trip to Your Heart"                        | Karlsson Jonback Lidehäll Winnberg Morier Sophie Stern                                | Bloodshy Jonback Magnus Wright [a]           | 3:33    |  |
| 11.                          | "Gasoline"                                  | Gottwald Claude Kelly Levin McKee Wright                                              | Dr. Luke Blanco Wright                       | 3:08    |  |
| 12.                          | "Criminal"                                  | Shellback Martin Tiffany Amber                                                        | Martin Shellback                             | 3:45    |  |
| Duração total:               | Duração total:                              | Duração total:                                                                        | Duração total:                               | 44:00   |  |

| Femme Fatale – Edição deluxe |                         |                                                                    |                                    |         |  |
| N.º                          | Título                  | Compositor(es)                                                     | Produtor(es)                       | Duração |  |
| 13.                          | "Up n' Down"            | Shellback Martin Kotecha                                           | Martin Shellback Oligee            | 3:42    |  |
| 14.                          | "He About to Lose Me"   | Rodney Jerkins Ina Wroldsen                                        | Jerkins                            | 3:48    |  |
| 15.                          | "Selfish"               | Dean Mikkel S. Eriksen Tor Erik Hermansen Sandy Wilhelm Traci Hale | Stargate Sandy Vee Kuk Harrell [a] | 3:43    |  |
| 16.                          | "Don’t Keep Me Waiting" | Jerkins Michaela Shiloh Thomas Lumpkins                            | Jerkins                            | 3:21    |  |
| Duração total:               | Duração total:          | Duração total:                                                     | Duração total:                     | 58:34   |  |

| Femme Fatale – Faixa bônus da edição deluxe japonesa |                |                                       |                |         |  |
| N.º                                                  | Título         | Compositor(es)                        | Produtor(es)   | Duração |  |
| 17.                                                  | "Scary"        | Britney Spears Smith Kasia Livingston | Smith          | 3:39    |  |
| Duração total:                                       | Duração total: | Duração total:                        | Duração total: | 62:13   |  |

Notas
- a  - denota um produtor vocal
- b  - denota um co-produtor

## Créditos
Créditos do Femme Fatale adaptado do Allmusic
| - Tiffany Amber – composição - Ammo – instrumentos, produção, programação, background vocals - Beatriz Artola – engenharia - Stacey Barnett – vocal de apoio - Billboard – instrumentação, produção, programação - Benny Blanco – instrumentação, produção, programação, vocal de apoio - Sophia Block – vocal de apoio - Christian Karlsson – instrumentação, produção, programação, vocal producer - Heather Bright – composição, vocal de apoio - Jeremy Coleman – composição - Joshua Coleman – composição - Tom Coyne – masterização - Ester Dean – composição, vocal de apoio - Megan Dennis – coordenação de produção - DJ Ammo – programação de bateria, sintetizador - Dr. Luke – produção executiva, instrumentação, produção, programação, vocal de apoio - Dream Machine – instrumentação, produção, programação - Dylan Dresdow – mixagem - Eric Eylands – engenheiro assistente - Ashton Foster – vocal de apoio - Livvi Franc – composição, vocal de apoio - Fraser T. Smith – composição, programação de bateria, teclados, produção - Serban Ghenea – mixagem - Clint Gibbs – coordenação de produção - Aniela Gottwald – assistente - Tatiana Gottwald – assistente - Venza Gottwald – assistente - John Hanes – engenharia, mixagem - Jeri Heiden – direção de arte - Jacob Kasher Hindlin – composição - Sam Holland – engenharia, vocal de apoio - J-MIKE – instrumentação, produção, programação, vocal de apoio - Cri$tyle Johnson – vocal de apoio - Mathieu Jomphe – composição - Henrik Jonback – composição, instrumentação, produção, programação, produção vocal | - Claude Kelly – composição, vocal de apoio - Padraic Kerin – engenharia - Savan Kotecha – composição - Alexander Kronlund – composição, instrumentção, programação - Adam Leber – A&R - Benjamin Levin – composição - Jeremy "J Boogs" Levin – assistente - Magnus Lidehäll – composição - Magnus – instrumentação, produtor, programador, produtor vocal - Myah Marie – vocal de apoio - Max Martin – composição, engenharia, produção executiva, instrumentação, teclados, produção, programação, vocal de apoio - Bonnie McKee – composição, vocal de apoio - Nicole Morier – composição, vocal de apoio - Jackie Murphy – diretor criativo - Rob Murray – assistente - Chris "Tek" O'Ryan – engenharia - Chau Phan – vocal de apoio - Irene Richter – coordenação de produção - Tim Roberts – assistência de engenharia, assistente de mixagem - Patrizia Rogosch – vocal de apoio - Larry Rudolph – A&R - Kesha Sebert – composição - Sheelback – engenharia, violão, teclado, produção - Shellback – baixo, composição, engenharia, violão, teclados, produção - Nick Steinhardt – direção de arte, design - Sophie Stern – composição - Ryan Supple – produção fotográfica - Peter Thea – A&R - Dave Thomas – stilista - Henry Walter – composução - will.i.am – composição, programador de bateria, engenharia, piano, produção, sintetizador - Pontus Winnberg – composição - Emily Wright – composição, engenharia, produção vocal |

## Desempenho

### Posições
| Chart                                     | Melhor posição |
| ----------------------------------------- | -------------- |
| Australian Albums Chart                   | 1              |
| Austrian Albums Chart                     | 10             |
| Brasil Brasil Top 30 Semanal              | 1              |
| Belgian Álbum Chart (Flanders)            | 8              |
| Belgian Álbum Chart (Valônia)             | 5              |
| Canadian Albums Chart                     | 1              |
| Danish Albums Chart                       | 8              |
| Finnish Albums Chart                      | 7              |
| France Albums Chart                       | 4              |
| German Albums Chart                       | 10             |
| Greek Albums Chart                        | 4              |
| Irish Albums Chart                        | 4              |
| Italian Albums Chart                      | 4              |
| Japonese Albums Chart                     | 8              |
| Mexican Albums Chart                      | 1              |
| New Zealand Albums Chart                  | 3              |
| Norwegian Albums Chart                    | 3              |
| Portuguese Albums Chart                   | 4              |
| Russian Albums Chart                      | 1              |
| South Korean Albums Chart (Internacional) | 1              |
| Spanish Albums Chart                      | 4              |
| Swedish Albums Chart                      | 5              |
| Swiss Albums Chart                        | 2              |
| UK Albums Chart                           | 8              |
| US Billboard 200 Albums                   | 1              |

### Certificações
| País           | Fornecedor   | Certificação | Vendas     |
| -------------- | ------------ | ------------ | ---------- |
| Austrália      | ARIA         | Ouro         | +35,000    |
| Rússia         | IFPI         | Platina      | +10,000    |
| Canadá         | Music Canada | Platina      | +80,000    |
| Argentina      | CAPIF        | Platina      | +40,000    |
| Reino Unido    | BPI          | Ouro         | +100,000   |
| Suécia         | PDF          | Ouro         | +20,000    |
| França         | SNEP         | Ouro         | +80,000    |
| México         | AMPROFON     | Ouro         | +40,000    |
| Estados Unidos | RIAA         | Platina      | +1.200.000 |
| Brasil         | ABPD         | Ouro         | +20,000    |
| Irlanda        | IRMA         | Ouro         | +7,500     |

## Histórico de lançamento
| País           | Data                | Formato                                | Gravadora    |
| -------------- | ------------------- | -------------------------------------- | ------------ |
| Noruega        | 25 de março de 2011 | CD                                     | Sony BMG     |
| Austrália      | 25 de março de 2011 | CD                                     | Sony BMG     |
| Reino Unido    | 28 de março de 2011 | CD                                     | RCA Records  |
| México         | 28 de março de 2011 | CD                                     | Sony Music   |
| Nova Zelândia  | 28 de março de 2011 | CD                                     | Sony Music   |
| Estados Unidos | 29 de março de 2011 | CD (Edição de luxo, Edição Premium Fã) | Jive Records |
| Brasil         | 29 de março de 2011 | CD                                     | Sony Music   |
| Finlândia      | 30 de março de 2011 | CD                                     | Sony Music   |
| Japão          | 6 de abril de 2011  | CD                                     | Sony Music   |